# عدد بلاک
عدد بلاک(به انگلیسی: Blake number) یک کمیت بدون بعد می باشد که در دینامیک سیالات نشان دهنده نسبت نیروی اینرسی به نیروی ویسکوزیته است.این کمیت در واقع تعمیم یافته عدد بدون بعد رینولدز است.این کمیت بیشتر در بررسی رفتار سیالات در سطوح متخلخل استفاده می شود.این کیت به صورت زیر تعریف می شود:
{\displaystyle B={\frac {V\rho }{\mu (1-\epsilon )D}}}
که در این معادله 
| {\displaystyle \epsilon } | = | ضریب تخلخل        |
| {\displaystyle \mu }      | = | ویسکوزیته دینامیک |
| {\displaystyle \rho }     | = | چگالی سیال        |
| {\displaystyle D}         | = | قطر مشخصه         |
| {\displaystyle V}         | = | سرعت سیال         |